# 呂淑允
呂淑允（？—？），山東濟寧州人，清朝政治人物、貢士出身。
順治年間，拔貢出身。康熙元年，擔任山西介休縣知縣。